# Seznam chráněných území v okrese Jeseník
Toto je seznam chráněných území v okrese Jeseník aktuální k roku 2015, ve kterém jsou uvedena chráněná území v oblasti okresu Jeseník.
| Kód  | Obrázek                                        | Typ  | Název                      | Rozloha (ha) | Galerie Commons                                                                   | Popis území | Souřadnice                       |
| ---- | ---------------------------------------------- | ---- | -------------------------- | ------------ | --------------------------------------------------------------------------------- | --- | -------------------------------- |
| 1524 | Borek u Domašova                               | PR   | Borek u Domašova           | 12,68        | Kategorie „Borek u Domašova“ na Wikimedia Commons                                 | Reliktní bor na suti devonského křemence | 50°8′50″ s. š., 17°13′25″ v. d.  |
| 1090 | Národní přírodní památka Borový                | NPP  | Borový                     | 36,84        | Kategorie „Borový (National natural monument)“ na Wikimedia Commons               | Jedna z nejpozoruhodnějších geologických lokalit v Českém masivu dokumentující zvětrávání žuly pokud jde o hrubé i drobné útvary zvětrávání                                               | 50°18′59″ s. š., 17°6′48″ v. d.  |
| 5843 |                                                | PP   | Černá Voda – kulturní dům  | 0,0605       |                                                                                   | Biotop vzácného netopýra brvitého | 50°18′38″ s. š., 17°9′21″ v. d.  |
| 2131 | Hladina jezera                                 | PP   | Černé jezero               | 5,36         | Kategorie „Černé jezero (natural monument)“ na Wikimedia Commons                  | Ochrana unikátního biotopu, na který je vázán výskyt zvláště chráněných druhů živočichů                                                                                                   | 50°14′15″ s. š., 17°22′35″ v. d. |
| 1527 | PR Filipovické louky                           | PR   | Filipovické louky          | 2,11         | Kategorie „Filipovické louky“ na Wikimedia Commons                                | Lokalita s regionálním ekologickým, vědeckým i estetickým významem | 50°9′41″ s. š., 17°9′58″ v. d.   |
| 2153 | Celkový pohled na chráněnou louku              | PP   | Chebzí                     | 2,86         | Kategorie „Chebzí (natural_monument)“ na Wikimedia Commons                        | Louky s výskytem řady zvláště chráněných druhů rostlin (zejména vstavačovitých) | 50°14′48″ s. š., 17°15′46″ v. d. |
| 83   | Velká Kotlina a Praděd v CHKO Jeseníky         | CHKO | Jeseníky                   | 74 000       | Kategorie „CHKO Jeseníky“ na Wikimedia Commons                                    | | 50°2′37″ s. š., 17°12′37″ v. d.  |
| 649  | Jeskyně Na Pomezí                              | NPP  | Jeskyně Na Pomezí          | 20,60        | Kategorie „Jeskyně Na Pomezí“ na Wikimedia Commons                                | Klasické území podhorského krasu s výrazně vyvinutým krasovým fenoménem, které je značně kulturně-osvětově využíváno                                                                      | 50°14′46″ s. š., 17°8′18″ v. d.  |
| 5694 |                                                | PP   | Louka Na Miroslavi         | 0,846        |                                                                                   | Mimořádně bohatá populace mečíku střechovitého a jeho biotop | 50°13′3″ s. š., 17°7′50″ v. d.   |
| 268  | Jeskyně Na Špičáku                             | NPP  | Na Špičáku                 | 7,05         | Kategorie „Na Špičáku“ na Wikimedia Commons                                       | Významné krasové území s význačnými povrchovými i podzemními krasovými jevy a s výskytem přirozených porostů tisu                                                                         | 50°17′7″ s. š., 17°15′2″ v. d.   |
| 5654 | jižní část PP Písečná-mokřad                   | PP   | Písečná – mokřad           | 8,1129       | Kategorie „Písečná-mokřad“ na Wikimedia Commons                                   | Biotop evropsky významného druhu kuňky žlutobřiché | 50°16′34″ s. š., 17°15′8″ v. d.  |
| 1091 | Píšťala                                        | PP   | Píšťala                    | 16,25        | Kategorie „Píšťala (natural monument)“ na Wikimedia Commons                       | Vrcholové skály dokumentující přirozené zvětrávání a formování terénních tvarů v žulovském granodioritu                                                                                   | 50°17′40″ s. š., 17°8′18″ v. d.  |
| 1307 | Petrovy kameny, v pozadí Praděd                | NPR  | Praděd                     | 2 031        | Kategorie „Praděd“ na Wikimedia Commons                                           | Komplex přirozených a přírodě blízkých ekosystémů vázaných na geologický podklad a reliéf nejvyšších pohoří Hrubý Jeseník                                                                 | 50°4′54″ s. š., 17°13′41″ v. d.  |
| 1964 | Račí údolí                                     | PR   | Račí údolí                 | 61,79        | Kategorie „Račí údolí“ na Wikimedia Commons                                       | Ochrana lesních porostů pralesovitého charakteru | 50°21′59″ s. š., 16°59′31″ v. d. |
| 5849 | Rašeliniště na Smrku                           | PP   | Rašeliniště na Smrku       | 6,71         | Kategorie „Rašeliniště na Smrku“ na Wikimedia Commons                             | Vrchovištní rašeliniště s fragmenty podmáčených a rašelinných smrčin | 50°13′51″ s. š., 17°1′59″ v. d.  |
| 371  | Naučná stezka skrze národní přírodní rezervaci | NPR  | Rejvíz                     | 331,29       | Kategorie „Rejvíz (national nature reserve)“ na Wikimedia Commons                 | Ochrana komplexu rašelinných ekosystémů se všemi druhy rostlin a živočichů na ně vázanými i jejich horninového, vodního a půdního prostředí                                               | 50°13′8″ s. š., 17°17′57″ v. d.  |
| 1089 |                                                | PP   | Skalka pod Kaní horou      | 0,14         |                                                                                   | Nejtypičtěji a nepravidelněji vyvinuté izolované žulové skály na území žulovského plutonu                                                                                                 | 50°19′49″ s. š., 17°5′29″ v. d.  |
| 1952 | Sněžná kotlina v zimě                          | PR   | Sněžná kotlina             | 107,87       | Kategorie „Sněžná kotlina“ na Wikimedia Commons                                   | Horský les a strže, významná botanická lokalita | 50°8′38″ s. š., 17°8′28″ v. d.   |
| 6012 |                                                | PR   | Stráž – Skalka             | 11,28        |                                                                                   | Komplex druhově bohatých travinobylinných společenstev s výskytem četných chráněných či ohrožených druhů rostlin, zejména vstavačovitých (např. prstnatec bezový).                        | 50°11′4″ s. š., 17°2′10″ v. d.   |
| 432  |                                                | NPR  | Šerák-Keprník              | 1 174        | Kategorie „Keprník“ na Wikimedia Commons · Kategorie „Šerák“ na Wikimedia Commons | Ochrana geomorfologicky výrazných vrcholových partií Hrubého Jeseníku při horní hranici lesa s dobře zachovalými, místy pralesovitými formacemi horských smrčin a horských smíšených lesů | 50°10′53″ s. š., 17°6′56″ v. d.  |
| 5656 | Štola Marie Pomocná                            | PP   | Štola Marie Pomocná        | 3,32         | Kategorie „Štola Marie Pomocná (natural monument)“ na Wikimedia Commons           | Biotop letounů, zejména evropsky významného druhu netopýr velký | 50°13′44″ s. š., 17°24′ v. d.    |
| 1953 | PR Šumárník                                    | PR   | Šumárník                   | 0,75         | Kategorie „Šumárník“ na Wikimedia Commons                                         | Vypreparované skalky na hřebeni Šeráku botanicky významné | 50°11′19″ s. š., 17°7′45″ v. d.  |
| 545  |                                                | NPP  | Venušiny misky             | 3,90         | Kategorie „Smolný vrch“ na Wikimedia Commons                                      | Jedinečný geomorfologický výtvor s kulovitou odlučností žuly | 50°20′6″ s. š., 17°8′50″ v. d.   |
| 1815 | Vidnavské mokřiny                              | PR   | Vidnavské mokřiny          | 31,99        | Kategorie „Vidnavské mokřiny“ na Wikimedia Commons                                | Ochrana ohrožených a mokřadních rostlinných společenstev a na ně vázaných živočichů | 50°22′58″ s. š., 17°11′59″ v. d. |
| 650  |                                                | PP   | Vodopády Stříbrného potoka | 1,24         | Kategorie „Vodopády Stříbrného potoka“ na Wikimedia Commons                       | Geomorfologicky význačné území, které nemá v Rychlebských horách obdoby | 50°16′26″ s. š., 17°3′5″ v. d.   |
| 945  |                                                | PR   | Vysoký vodopád             | 137,11       |                                                                                   | Ochrana horského lesa, největšího vodopádu v Hrubém Jeseníku a vzácných mechových společenstev                                                                                            | 50°6′47″ s. š., 17°12′18″ v. d.  |
| 5853 |                                                | PP   | Zlaté jezero               | 24,3766      |                                                                                   | Biotop kuňky žlutobřiché a dalších vzácných či zvláště chráněných živočichů, především obojživelníků                                                                                      | 50°16′40″ s. š., 17°23′45″ v. d. |